# Ken Blanchard

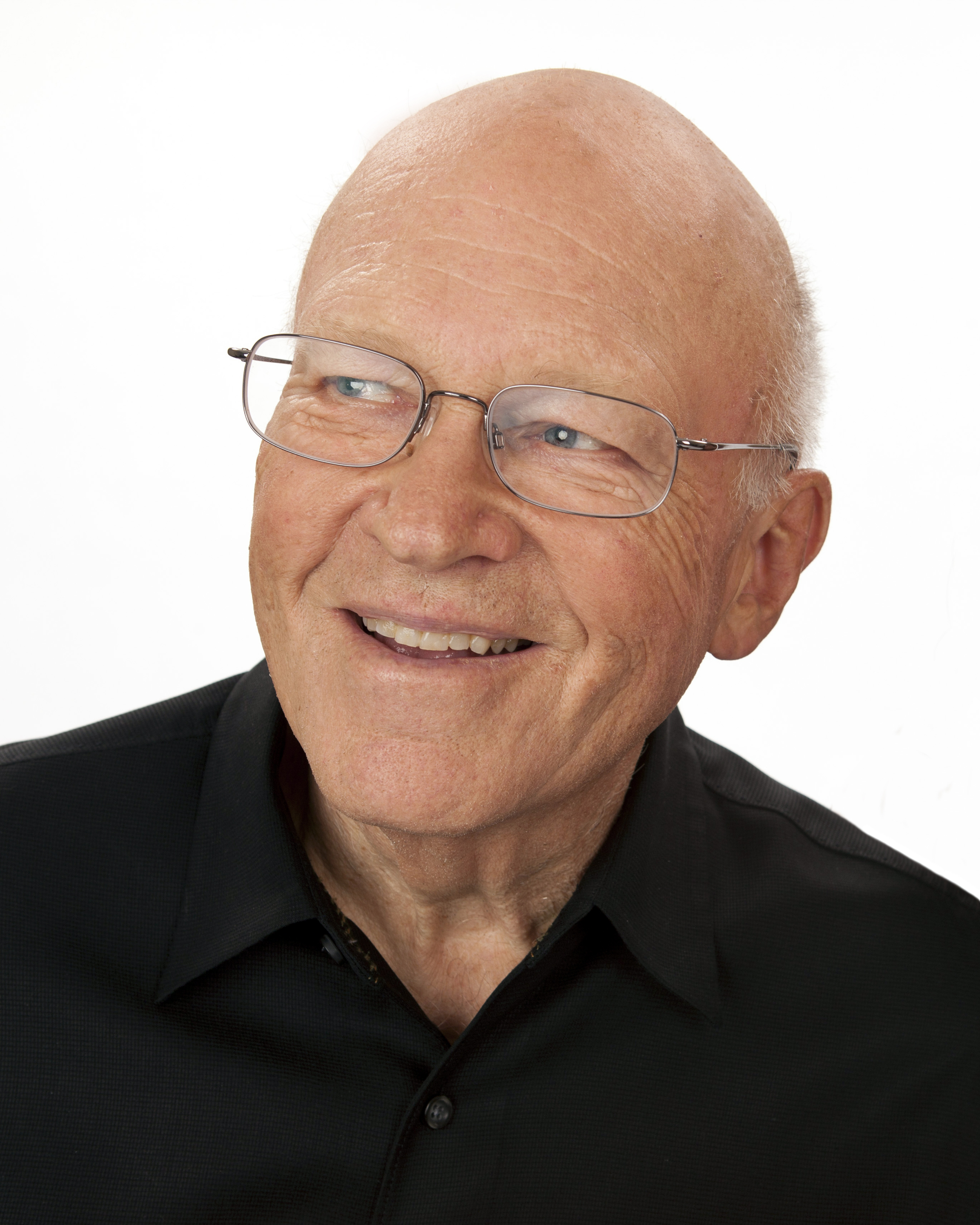
Ken Blanchard (2011)

Ken Blanchard (ur. 6 maja 1939 roku) – amerykański autor wielu książek, głównie z zakresu zarządzania, począwszy od napisanego wspólnie ze Spencerem Johnsonem bestsellera The One Minute Manager (książka sprzedana w ponad 13 milionach egzemplarzy) aż do napisanych wspólnie z Sheldonem Bowlesem książek Raving fans i Gung Ho.
W roku 1979 Doktor Ken Blanchard wraz ze swoją żoną dr Marjorie Blanchard założył w San Diego międzynarodową firmę szkoleniową i konsultingową The Ken Blanchard Companies; zajmuje w niej stanowisko dyrektora ds. rozwoju duchowego. Jest on także wizytującym wykładowcą na swojej Alma Mater, Cornell University, gdzie pełni również funkcje emerytowanego członka Zarządu.
Razem z żoną prowadzi wykłady na University of San Diego.

## Książki
W Polsce wydano następujące pozycje:
- Wiesz, możesz, działaj. Ken Blanchard, Paul J. Meyer, Dick Ruhe, MT Biznes 2011, ISBN 978-83-7746-083-2
- Jednominutowy Menedżer spotyka małpę. Ken Blanchard, William Oncken Jr., Hal Burrows. MT Biznes 2010, ISBN 978-83-61732-70-9
- Cała naprzód! Uwolnij moc wizji swojej firmy i swojego życia. Ken Blanchard & Jesse Stoner. MT Biznes 2010, ISBN 978-83-62195-65-7
- Jednominutowy Menedżer Równowaga życia i pracy. Ken Blanchard, Marjorie Blanchard, D.W. Edington. MT Biznes, ISBN 978-83-61732-22-8
- Jednominutowy Menedżer buduje wydajne zespoły. Ken Blanchard, Donald Carew, Eunice Parisi-Carew, MT Biznes 2010, ISBN 978-83-7746-017-7
- Coaching. Prowadź swoją drużynę ku zwycięstwu. Ken Blanchard & Don Shula, MT Biznes 2009, ISBN 978-83-7746-017-7
- Jednominutowy Menedżer i przywództwo. Ken Blanchard, Patricia Zigarmi, Drea Zigarmi, MT Biznes 2008, ISBN 978-83-61040-27-9
- Techniki Jednominutowego Menedżera w praktyce. Ken Blanchard & Robert Lorber, MT Biznes 2010, ISBN 978-83-61040-41-5
- Jak być przywódcą na wzór Jezusa? Ken Blanchard & Phil Hodges, M Wydawnictwo 2014, ISBN 978-83-8021-038-7